# Mircea Dinescu
Pour les articles homonymes, voir Dinescu.
Mircea Dinescu est un poète et journaliste roumain né le 11 novembre 1950 à Slobozia (Roumanie).
Dinescu suit des études de journalisme à l'université Ștefan Gheorghiu. Étudiant, il se fait remarquer pour ses poèmes. Il obtient en 1971, le prix de l'Union des écrivains de Roumanie pour une première publication, intitulée Invocație nimănui. Il est rapidement surnommé le « Maïakovski roumain ». Après ses études, il travaille comme critique littéraire et publie des poèmes.
Son recueil « Moartea citește ziarul » [La mort lit le journal] est interdit par l'État roumain en 1988 et publié à Amsterdam. En mars 1989, il est interviewé par le quotidien français Libération et critique le totalitarisme imposé par le président Nicolae Ceaușescu. Il est rapidement renvoyé du journal România Literară pour lequel il travaillait et mis en résidence surveillée.
Il est présent dans les locaux de la télévision nationale lors de la Révolution roumaine de 1989.
Après la révolution, il participe à la fondation de l'hebdomadaire Academia Cațavencu, un hebdomadaire satirique qui publie des enquêtes poussées. Dinescu est le rédacteur en chef d'Academia Cațavencu jusqu'en 1998, date à laquelle il quitte le journal pour faire paraître deux nouveaux journaux : Plai cu Boi et Aspirina Săracului.

## Œuvres
- Invocație nimănui [Invocation de personne], Bucarest, 1971
- Elegii de când eram mai tânăr [Élégies de quand j'étais plus jeune], Bucarest, 1973
- Proprietarul de poduri, stampe europene [Le Propriétaire des ponts, estampes européennes], Bucarest, 1976, 1978
- La dispoziția dumneavoastră (À votre disposition), Bucarest, 1979
- Teroarea bunului simț [La Terreur du bon sens], Bucarest, 1980
- Democrația naturii [La Démocratie de la nature], Bucarest, 1981
- Exil pe o boabă de piper [Exil sur un grain de poivre], Bucarest, 1983
- Rimbaud negustorul [Rimbaud le marchand], Bucarest, 1985
- Moartea citește ziarul [La Mort lit le journal], Amsterdam, Éditions Rodopi, 1989; Bucarest, 1990
- Proprietarul de poduri [Le Propriétaire des ponts], anthologie (1968-1985), Bucarest, 1990
- O beție cu Marx [Beuverie avec Marx], Bucarest, 1996,
- Pamflete vesele și triste [Des pamphlets joyeux et tristes], Bucarest, 1996
- Nelu Santinelu [Nelu, la sentinelle], Bucarest, 1998
- Fluierături în biserică [Siffler dans une église], anthologie, Bucarest, 1998
- Corijent la cele sfinte [Recalé en matières saintes], Fondation pour la poésie Mircea Dinescu, 2003
- De gustibus... - o expoziție de gusturi și culori - cu un Decalog culinar de Mircea Dinescu [Des goûts... - une exposition de goûts et de couleurs] catalogue de l'exposition du Musée d'Art de Bucarest, 2009
- Femeile din secolul trecut. Poezii noi (2004-2010) [Les Femmes du siècle dernier. Poèmes nouveaux (2004-2010)], avec des dessins appartenant à la série Erotica Magna de Dan Erceanu, Fondation pour la poésie Mircea Dinescu, 2010[1]
- Iubirea mea să scoată țări din criză [Que mon amour sauve des pays de la crise], Fondation pour la poésie Mircea Dinescu, 2011.

### Traductions en français
- À votre disposition[2], traduit et adapté en français par Marc Rombaut et Constantin Crișan ; avec une préface de Romul Munteanu, Bucarest, 1982.
- Mircea Dinescu – Poèmes, Paris, 1989, avec une introduction d'Eugène Ionesco.
- Mirage posthume : poèmes, traduits en français par Alain Paruit ; avant-propos d'Eugène Ionesco ; postface d'Alexandru Papilian et Lucian Raicu, 1989.
- Trente-deux poésies, avec une préface de Lucian Raicu et une traduction de Miron Kiropol, Paris, 1989.